# ガスコーニュ・ポインター
ガスコーニュ・ポインター（英：Gascogne Pointer）は、フランスのガスコーニュ原産のポインター犬種のひとつである。別名はラージ・フレンチ・ポインター（英：Large Freich Pointer）、ブラク・フランセ・ガスコーニュ（英：Braque Français Gascogne）、ブラク・フランセ・ドゥ・グランド・タイユ（英：Braque Français de Grande Taille）など。

## 歴史
15世紀ごろから存在していた犬種で、スパニッシュ・ポインター（オールド・スパニッシュ・ポインターという説もある）やブラッコ・イタリアーノ、シャルルX・ポインターなどの血を引いているといわれている。ピレニアン・ポインターとは兄弟関係があり、同じ先祖から分かれて進化したものであると考えられている。
主にポインターとして使われていた。嗅覚で獲物を捜索し、発見するとポインティングを行って主人にのありかを教える。
それをもとに猟銃で鳥やノウサギを撃ち落し、落ちてきた獲物を回収し主人の下へ運ぶのも大切な役割である。又、場合によってはノウサギをセントハント（嗅覚猟）するのにも用いられることがある。
一時は人気が高く、国外にも猟犬としてだけでなく、新品種作出のための種犬・台雌として持ち出されることがしばしばあった。しかし、19世紀後半になると本種の血が入っている新品種のひとつであるイングリッシュ・ポインターがフランスにも輸入されるようになり、その人気におされて頭数は激減、絶滅の危機に陥った。しかし、フランス国内産の犬種を愛好する団体により生き残っている純血の犬の捜索が懸命に行われ、辺地で数頭のガスコーニュ・ポインターが発見された。これを元に手厚い保護と繁殖が行われ、何とか絶滅の危機を回避することが出来た。1850年に犬種クラブができ、以後は年々、少しずつ頭数を回復してきている。
現在は実猟犬やショードッグとしてだけでなく、一部はペットとしても飼育されるようになってきている。FCIにも公認犬種として登録されているものの、フランス国外ではほとんど飼育されていない、珍しい犬種のひとつである。

## 特徴
ピレニアン・ポインターと比べると、こちらのほうが大きな体をしていて、更に頑丈な体で力も強い。筋肉質の引き締まった体つきで、脚は長い。走るのはあまり早くないが、そのぶん力強く持久力があり、粘り強く獲物を捜索できる。マズルは短めで、耳は少し長めの垂れ耳。尾は飾り毛のない垂れ尾だが、3分の1程度の長さに断尾されることがある。コートはスムースコート。毛色はホワイトがベースで、それにブラウンなどの単色の斑やスポットが入ったもの。体高は雄58〜69cm、雌56〜68cmで、体重は雌雄ともに25〜32kgの大型犬。性格は知的で穏やか、主人家族に対し友好的である。猟犬であるため若干頑固だが、しつけの飲み込みや状況判断力はよく、比較的安定した気質を持つため家庭犬として飼育するのにも適している。ただし、運動量が多いのでその点は覚悟して飼う必要がある。かかりやすい病気は大型犬にありがちな股関節形成不全などがある。